# Brinckochrysa zina
Brinckochrysa zina är en insektsart som först beskrevs av Luisa Eugenia Navas 1933.  Brinckochrysa zina ingår i släktet Brinckochrysa och familjen guldögonsländor. Inga underarter finns listade i Catalogue of Life.